# Mariano Moreno Mateo
 Mariano Moreno Mateo (Marchena, província de Sevilla, 10 d'abril de 1895 - Ciutat de Mèxic, 28 de maig de 1971), fou un advocat i polític socialista andalús.

## Biografia
Fill de Sebastián Moreno Valle, el 1922 es diplomà en dret per l'Institut Espanyol Criminològic, va fer quatre anys de pràctiques de psicologia forense i es llicencià en Història Antiga i Medieval per la Universitat de Madrid. El 1926 va ingressar en el PSOE i el 1929 fou secretari de l'Agrupació Socialista de Marchena; també fou un dels impulsors de la Societat d'Obrers Agrícoles i Oficis Diversos "El Porvenir", adscrita a la UGT. En qualitat de dirigent de les dues organitzacions va denunciar al mateix Miguel Primo de Rivera la clausura del Centre Obrer local per part de les autoritats oligàrquiques.
Per la seva participació en la vaga general de desembre de 1930, en suport de la insurrecció de Jaca que va pretendre sense èxit proclamar la República a Espanya, li fou demanada pena de mort, però el seu procés fou sobresegut amb motiu de la proclamació de la Segona República Espanyola. Després de les eleccions municipals espanyoles de 1931 fou escollit alcalde de Marchena, però va dimitir quan fou elegit diputat per la ciutat de Sevilla a les eleccions generals espanyoles de 1931.
Durant la legislatura fou Delegat de Treball a Andalusia, Extremadura i Àfrica, i vicepresident de l'Assemblea de Mancomunitats de la província de Sevilla. El 1932 fou iniciat en la maçoneria amb el nom de "Luciano". El setembre del 1933 va ser nomenat per les Corts de la República fiscal de l'acusació contra el banquer i conspirador Joan March i Ordinas. A les eleccions generals de 1933 no fou escollit i aleshores exercí com a advocat de la Federació Nacional del Transport i del Sindicat d'Obrers Miners d'Astúries, defensant molts dels dirigents obrers implicats en la revolució de 1934 a Astúries. Pel desembre de 1935 fou processat per haver extraviat documentació contra els germans Barreiro, condemnats a mort. El seu sobreseïment va coincidir amb la seva elecció de diputat del Front Popular per Oviedo a les eleccions generals espanyoles de 1936. El juny de 1936 també formà part de l'acusació contra Rafael Salazar Alonso, exministre de governació durant el bienni negre
Participa en la guerra civil exercint els càrrecs de president del Comitè de Proveïments d'Astúries, magistrat del Tribunal Popular de Responsabilitats Civils a Barcelona, cap de la secció d'Assumptes Judicials del Ministeri d'Estat i secretari d'Ambaixada. Es va exiliar a Mèxic, on va arribar a bord del Mexique el juliol de 1939 i on va treballar com a corresponsal de les revistes Tiempo i El Noticiero Mexicano. Per la seva trajectòria maçònica va ser condemnat en la postguerra pel Tribunal Especial per a la Repressió de la Maçoneria i el Comunisme a la pena de 30 anys de reclusió major i inhabilitació absoluta i perpètua.
En 1946 a Juan Negrín i a més de 30 correligionaris els va ser retirat el carnet. En aquest grup es trobava Mariano. En el 37 Congrés Federal del PSOE celebrat al juliol de 2008 a Madrid, es va aprovar una Resolució per la qual eren readmesos al PSOE, a títol pòstum i amb caràcter general. El 24 d'octubre de 2009 en un acte celebrat a la seu del PSOE a Madrid es procedí al lliurament dels carnets per part d'Alfonso Guerra i Leire Pajín (Secretària d'Organització), recollint el seu carnet, la seva filla Libertad Moreno Pardo, resident a Mèxic. Partit Socialista Obrer Espanyol. Els seus papers i arxiu personal van ser dipositats en la Fundació Pablo Iglesias, on es custodien actualment i estan a la disposició dels investigadors.

## Escrits
- La República Española: conferencias pronunciadas en el Ateneo Español de México los días 24, 26 y 28 de noviembre de 1958, México, Impresora y Editora Mayo, 1959, 64 págs.